# Ariarathes IX của Cappadocia
Ariarathes IX Eusebes Philopator (tiếng Hy Lạp cổ đại: Ἀριαράθης Εὐσεβής Φιλοπάτωρ, Ariaráthēs Eusebḗs Philopátōr; trị vì khoảng năm 101-89 TCN hoặc 96 TCN-95 trước Công nguyên), là vua của Cappadocia được cha mình Mithridates VI của Pontos lập nên,sau vụ ám sát Ariarathes VII của Cappadocia. Lúc lên ngôi, ông mới chỉ có tám tuổi và đã được đặt dưới sự nhiếp chính của Gordius, một người Cappadocia. Ông đã sớm bị lật đổ bởi một cuộc khởi nghĩa của giới quý tộc Cappadocia, những người thay thế ông bằng Ariarathes VIII của Cappadocia, người mà Mithridates nhanh chóng lật đổ, và khôi phục lại Ariarathes IX. Năm 95 trước CN, viện nguyên lão La Mã ra lệnh để hạ bệ ông, và sau một thời gian ngắn nằm dưới sự cai trị trực tiếp của Pontos, một sự phục hồi ngắn ngủi của Ariarathes VIII, và cố gắng tạo ra một nhà nước cộng hòa, cuối cùng thì ngai vàng của Cappadocia đã được trao cho một người đàn ông được lựa chọn bởi dân chúng Cappadocia, những người đã bác bỏ ý tưởng về một nước cộng hòa: Ariobarzanes I Philoromaios, người đã bị trục xuất bởi đồng minh của Mithridates, Tigranes Đại đế, mang đến sự phục hồi ngắn ngủi của Ariarathes IX, người sau đó đã bị lật đổ một lần nữa bởi những người La Mã trong năm 89 trước Công nguyên. Hai năm sau, năm 87 trước Công nguyên, Ariarathes IX qua đời trong khi chiến đấu cho cha mình ở Thessaly.